# Лайнцелль
Лайнцелль (нем. Leinzell) — община в Германии, в земле Баден-Вюртемберг. 
Подчиняется административному округу Штутгарт. Входит в состав района Восточный Альб.  Население составляет 2084 человека (на 31 декабря 2010 года). Занимает площадь 2,10 км².

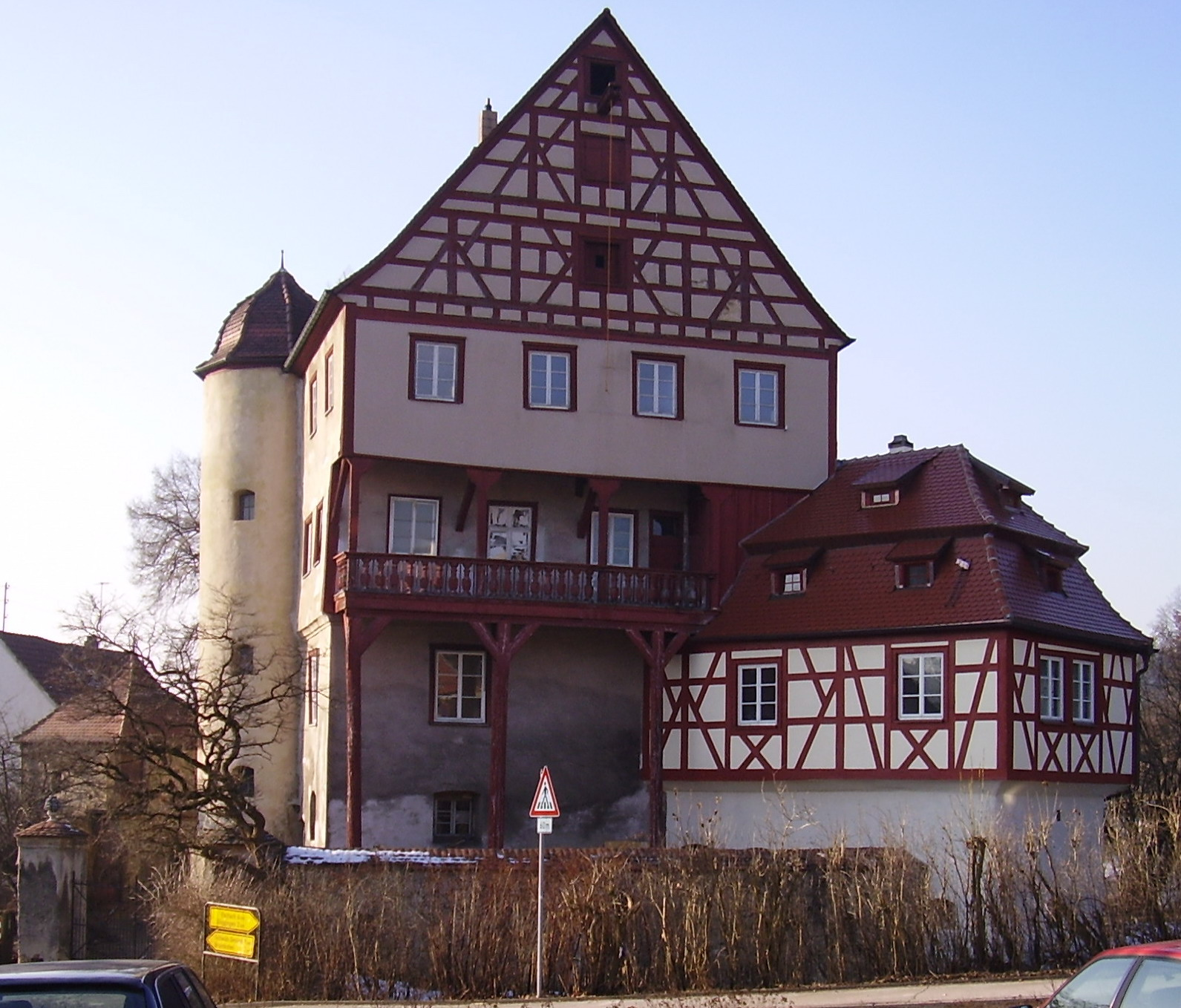
Замок